# رگوشته
رگوشته (به صربی: Rgošte) یک منطقهٔ مسکونی در صربستان است که در کنگاژواتس واقع شده‌است. رگوشته ۳۱۹ نفر جمعیت دارد.